# Henry Williamson Haynes
Henry Williamson Haynes (* 20. September 1831 in  Bangor, Maine; † 16. Februar 1912 in Boston, Massachusetts) war ein amerikanischer Archäologe.

## Leben
Haynes war der Sohn des Herausgebers der demokratischen Zeitung Eastern Republican, Nathaniel Haynes. Nach seinem Studienabschluss 1851 an der Universität Harvard war er zunächst als Lehrer tätig, studierte dann Rechtswissenschaften mit Abschluss im Jahr 1856 und war mehrere Jahre als Rechtsanwalt tätig. Er wurde auf den Lehrstuhl für Latein an die University of Vermont berufen, danach erhielt er deren Professur für Griechisch und Latein und war ab 1869 auch Bibliothekar an der Universität. Er gab diese Stellungen im Jahr 1873 auf, um sich fortan der Archäologie zu widmen.
In Europa verbrachte er sechs Jahre mit dem systematischen Studium der Altertümer verschiedener Länder und nahm an internationalen Kongressen teil. Im Winter 1877/78 hielt er sich in Ägypten auf, um dort nach paläolithischen Zeugnissen zu suchen. Die Ergebnisse seiner Forschungen präsentierte er auf dem Congrès international des sciences anthropologique 1878 in Paris, wofür er mit Medaille und Diplom ausgezeichnet wurde. Sein Beitrag Discovery of Paleolithic Implements in Egypt erschien 1881 in den Memoirs of the American Academy of Arts and Sciences. 1880 wurde Haynes zum Mitglied der American Academy of Arts and Sciences in Cambridge, Massachusetts gewählt.
Nach seiner Rückkehr in die Vereinigten Staaten ließ sich Haynes in Boston nieder. Hier war er im Schulausschuss der Stadt und im Verwaltungsrat der Boston Public Library tätig, zudem übernahm er Funktionen in verschiedenen wissenschaftlichen Gesellschaften, deren Mitglied er war. Vorwiegend war er mit Archäologie beschäftigt und sammelte insbesondere Artefakte des amerikanischen Südwestens und Mexikos. Seine Spezialgebiete waren Geofakte, das Neolithikum und das Paläolithikum. Er publizierte in wissenschaftlichen Zeitschriften, wurde Vizepräsident der Boston Society of Natural History und Mitglied des Exekutivkomitees des Archaeological Institute of America. Sein Nachrufschreiber, Charles Peabody, hebt seinen Artikel Progress of American Archaeology during the Past Ten Years [1889–1899] als beachtenswert hervor. Peabody nannte Haynes einen „humanistisch gebildeten Mann der Alten Schule“.
Seine Sammlungen gelangten nach seinem Tod in die vier Institutionen: das Peabody Museum, das Classical Department der Harvard University, das Boston Museum of Fine Arts und die Boston Society of Natural History; seine Privatbibliothek gelangte an die Harvard-Universität.

## Schriften
Eine Bibliografie seiner über 140 Beiträge findet sich im American Anthropologist, Neue Serie, Band 15, Nummer 2, 1913, S. 342–346 (doi:10.1525/aa.1913.15.2.02a00130).